# Профессиональная футбольная лига (Азербайджан)

Эмблема Профессиональной футбольной лиги Азербайджана (ПФЛ)

Профессиона́льная футбо́льная ли́га (ПФЛ; азерб. Peşəkar Futbol Liqası; PFL) — организация, отвечающая за проведение Чемпионата, Первого Дивизиона и Кубка Азербайджана по футболу. Организация была создана президентом АФФА Ровнагом Абдуллаевым в ходе встречи, состоявшейся в административном здании АФФА 2 июля 2008 года.

## Структура ПФЛ
- Руководство
- Техническо-спортивный отдел
- Финансово-экономический отдел
- Отдел кадров и общий отдел
- Департамент прессы и связи с общественностью
- Группа маркетинга
- Административно-хозяйственная группа
- Отдел безопасности

## Руководство
Первым президентом организации был Рамин Мусаев, занимавший этот пост на протяжении 14 лет. Рамин Мусаев подал в отставку 29 июля 2022 г. На состоявшемся в этот день собрании Эльхан Самедов был избран президентом лиги на очередной срок. 